# Trí Hải (ca sĩ)
Trí Hải (31 tháng 7 năm 1986 - 20 tháng 10 năm 2009) tên thật là Cấn Triều Hải là một trong những nam ca sĩ nhạc trẻ Việt Nam với các ca khúc của anh như Mặc kệ người ta nói, Giọt lệ tình...đã làm cho làn sóng của anh nổi như cồn và có nhiều người chọn anh là thần tượng âm nhạc. Ngoài ca hát, anh từng là người dẫn chương trình của các chương trình truyền hình như Thế giới vui nhộn (dẫn chung với Vương Khang, Sĩ Luân). 

## Cuộc đời
Vì sinh ra trong gia đình tín hữu đạo Thiên Chúa nên anh có tên rửa tội là Giuse Cấn Triều Hải. Là anh cả trong một gia đình có hai anh em, Trí Hải có cá tính mạnh mẽ và khả năng sáng tạo trong nghệ thuật, đặc biệt là âm nhạc. Lần đầu tiên quyết định vào đời để khẳng định bản thân mình bằng con đường âm nhạc, anh đã được gia đình, bạn bè, khuyến khích và ủng hộ.
Anh sinh ra và lớn lên tại Thành phố Hồ Chí Minh, trong một gia đình trung lưu. Từ nhỏ, Anh đã đam mê âm nhạc và theo học tại Nhà Thiếu nhi Thành phố môn học organ. Đây cũng là nền móng cho sự nghiệp âm nhạc của cái tên Trí Hải.
Về sau anh gặp được nhạc sĩ Đỗ Quang và quyết định theo đuổi ước mơ được hát của mình. Năm 16 tuổi, anh được học nhạc chung với ca sĩ Triệu Hoàng, với giáo án dạy nhạc của nhạc sĩ Đỗ Quang.
Năm 18 tuổi, anh bắt đầu thu âm nhạc phẩm đầu tiên của mình.
Cuối năm 2004, Trí Hải thu âm album đầu tay của mình, với khâu chuẩn bị, chọn bài, biên tập... tất cả đều do chính tay anh thực hiện. Đến tháng 5-2005 thì album hoàn thành,với 8 bài hát mang chất Pop pha chút R&B nhẹ nhàng.

## Ngồi tù

### Lãnh án tù
Ngày 9 tháng 3 năm 2008, Trí Hải cùng em, Trí Thịnh, lái ôtô đi về hướng Đồng Nai trên Xa lộ Hà Nội đã gây ra tai nạn giao thông liên hoàn làm 2 người chết. Nguyên nhân gây tai nạn là do anh ngủ gật khi lái xe. Trong số người thương vong do anh gây ra có nghệ sĩ cải lương Vương Thái.
Ngay sau đó, anh tự động đến công an quận Thủ Đức để đầu thú. Tại đó, anh khai nhận là người cầm lái chiếc xe trên nhưng Trí Thịnh muốn nhận tội thay anh. Sau đó, anh được bàn giao cho công an Quận 9 thụ lý vụ án của anh. Sau một thời gian điều tra, anh bị kết án với tội vi phạm các quy định điều khiển phương tiện giao thông đường bộ. Ngày 12 tháng 9, toà án nhân dân Quận 9 tuyên án phạt tù 4 năm 6 tháng (54 tháng) với tội danh trên.
Sau khi gây tai nạn, anh chưa có bằng lái xe. Chiếc xe anh lái là do cha anh mua từ năm 2004 khi anh đang có show tại câu lạc bộ Lan Anh.

## Sự nghiệp

### Các bài hát biểu diễn
- Mặc kệ người ta nói
- Giọt lệ tình
- Hãy tin vào tình yêu của anh
- Còn gì đâu em
- Thôi em về đi
- 1000 lý do
- Thôi đành quay bước
- Lần đầu yêu em
- Vì anh không muốn cô đơn
- Sống với kỉ niệm
- Người hãy quay về
- Con gái mau đổi thay
- Xích đu
- Kiếp cô đơn
- Đi tìm tình yêu
- Anh không cần tình em gian dối

### Chương trình truyền hình
- Thế giới vui nhộn (2006-2007), cùng với Sĩ Luân và Vương Khang (HTV7)

## Mất  trong tù
Vào tháng 3 năm 2008, Trí Hải lái xe và gây tai nạn chết người và phải nhận bản án 4 năm 6 tháng tù giam. Trí Hải chết vì bệnh phổi ngay trong thời gian chấp hành án phạt tù 4 năm 6 tháng.